# Albești (Constanța)
Pour les articles homonymes, voir Albești.
Albești est une commune du județ de Constanța en Roumanie, proche de Mangalia, sur le petit fleuve homonyme (affluent de la mer Noire), dans la région historique de Dobroudja du Nord.

## Démographie
Lors du recensement de 2011, 91,56 % de la population se déclarent comme roumains et 2,39 % comme tatars (5,63 % ne déclarent pas d'appartenance ethnique et 0,4 % déclarent appartenir à une autre ethnie).
En 2011, la répartition des groupes confessionnels se présente comme suit :
- Orthodoxes : 90,34 %
- Musulmans : 2,59 %
- Inconnue : 5,63 %
- Autres : 1,42 %

## Politique
| Parti | Parti                                                 | Sièges |
| ----- | ----------------------------------------------------- | ------ |
|       | Parti national libéral (PNL)                          | 7      |
|       | Parti social-démocrate (PSD)                          | 2      |
|       | Union nationale pour le progrès de la Roumanie (UNPR) | 2      |
|       | Parti Mouvement populaire (PMP)                       | 1      |
|       | Parti de la Grande Roumanie (PRM)                     | 1      |